# Cablul telegrafic transatlantic

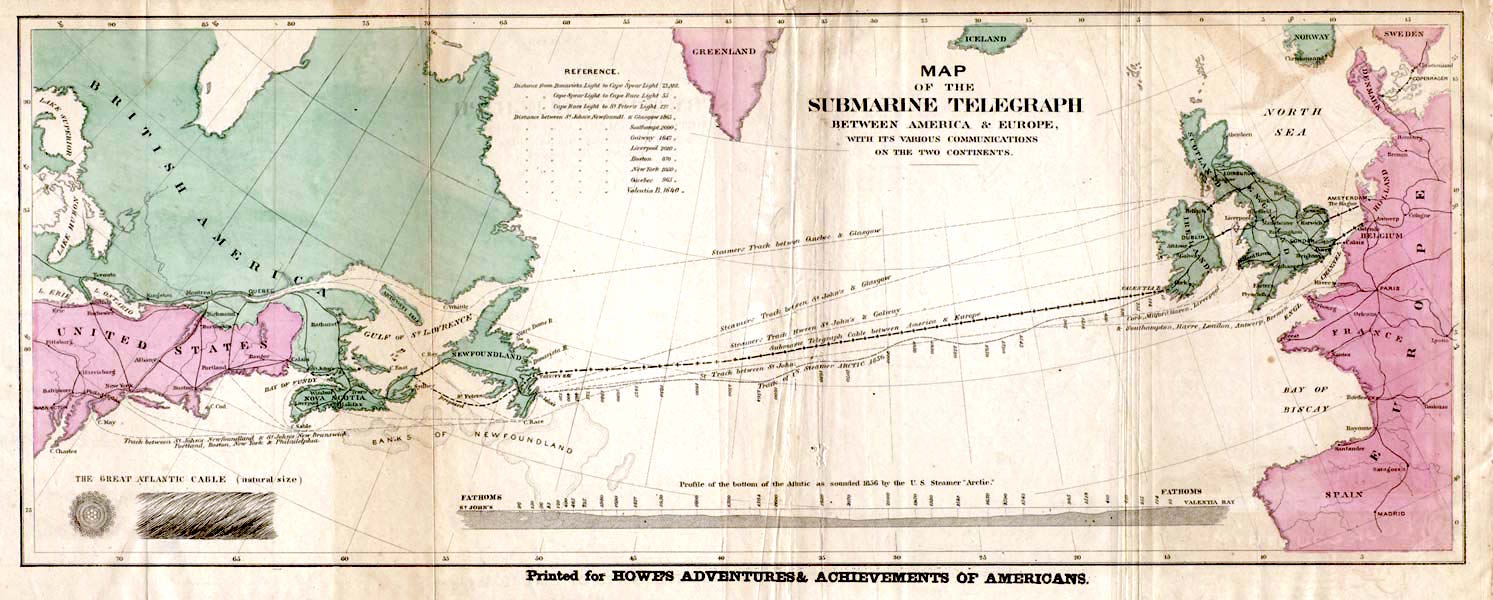
Hartă a rutei cablului transatlantic din 1858.

Cablul telegrafic transatlantic a fost primul cablu utilizat pentru comunicații telegrafice întins pe fundul Oceanului Atlantic. El era întins între Telegraph Field, golful Foilhommerum, Insula Valentia, din vestul Irlandei până la Heart's Content în estul Newfoundlandului. Cablul transatlantic a legat informațional Europa de America de Nord, și a accelerat comunicațiile între cele două. După ce înainte un mesaj trimis peste Atlantic cu vaporul ar fi ajuns în zece zile, prin instalarea  cablului, comunicațiile au devenit o chestiune de câteva minute. 

## Primele eșecuri
Când au fost întocmite planurile pentru a amplasa primul cablu transatlantic de telegraf, compania care avea acest obiectiv a angajat drept consultant pe tânărul inginer William Thomson (cunoscut mai târziu ca lord Kelvin).
Acesta a efectuat o serie de măsurători electrice de precizie, multe din instrumente fiind invenții proprii.
Dar indicațiile sale nu au fost înțelese, ceea ce a condus la eșecul proiectului.

## Instalarea din 1866
Instalarea definitivă a cablului a avut loc în anul 1866, după probe care au durat aproape 10 ani. Cablul din 1866 a fost instalat (pozat) folosind vasul maritim cu abur SS Great Eastern, cel mai mare vapor din lume la acea oră. El fusese lansat la apă în anul 1858 și avea o lungime de 211 metri și o lățime de 25 metri. 

## Evoluție
Astăzi, cablul telegrafic transatlantic a fost înlocuit de cablurile de telecomunicație transatlantică, suplimentate de sateliții de telecomunicații.